# Aneta Bełka
Aneta Bełka (ur. 30 czerwca 1977 w Złotowie) – polska wioślarka i trenerka wioślarstwa. Od 2 października 2010, po zawarciu związku małżeńskiego z wioślarzem Łukaszem Siemionem, używa nazwiska Bełka-Siemion.

## Życiorys
W 1992 ukończyła Szkołę Podstawową w Lipce k. Złotowa. W latach 1992–1996 uczęszczała do I Liceum Ogólnokształcącego im. Kazimierza Wielkiego w Wałczu. W latach 1996–2001 studiowała wychowanie fizyczne na Wydziale Matematyki, Techniki i Nauk Przyrodniczych Wyższej Szkoły Pedagogicznej w Bydgoszczy.

## Kariera sportowa
Aneta Bełka zaczęła uprawiać wioślarstwo w 1992. Jest wychowanką trenerów Andrzeja Mazurowicza i Romana Jermiszkina. W trakcie kariery była zawodniczką Regionalnego Towarzystwa Wioślarskiego Bydgostia Bydgoszcz.
W karierze sportowej zdobyła m.in.:
- brązowy medal w czwórce podwójnej mistrzostw świata juniorów (Jezioro Maltańskie, Poznań, 1995)[1],
- złoty medal w czwórce podwójnej młodzieżowych mistrzostw świata do lat 23 (Hazewinkel, Belgia, 1996)[1],
- srebrny medal w czwórce podwójnej młodzieżowych mistrzostw świata do lat 23 (Mediolan, Włochy, 1997)[1],
- 2 złote i brązowy medal akademickich mistrzostw świata,
- srebrny medal mistrzostw świata w konkurencjach nieolimpijskich w czwórce bez sternika (Zagrzeb, Chorwacja, 2000)[1],
- srebrny medal na I mistrzostwach świata w wioślarstwie morskim w Cannes (2007)[5].

Na mistrzostwach Polski zdobyła 60 medali, w tym: 34 złote, 16 srebrnych i 10 brązowych.
Przez 17 lat zdobywała Drużynowe Mistrzostwo Polski w barwach Bydgostii Bydgoszcz.
Karierę sportową w kadrze narodowej zakończyła w 2004, po czym podjęła pracę trenerską i jako nauczycielka wychowania fizycznego.

## Kariera trenerska
Jako trenerka Aneta Bełka nadal jest związana z Bydgostią Bydgoszcz. Jej wychowankami są m.in.: Kacper Białkowski, Natalia Ratuszna, Aleksandra Ruszkowska, Mateusz Szmagliński, Olga Szulc, Alina Wiśniewska i Rafał Woźniak.
Po zakończeniu kariery sportowej do 2009 pracowała jako nauczycielka wychowania fizycznego i trenerka wioślarstwa w VIII Liceum Ogólnokształcącym w Bydgoszczy, a jej wychowankowie odnosili liczne sportowe sukcesy.
W listopadzie 2008 została wybrana do Rady Trenerów działającej przy Polskim Związku Towarzystw Wioślarskich.
Od 2010 jest trenerką wioślarstwa w Zespole Szkół nr 10 (Szkoła Podstawowa nr 31 i Gimnazjum nr 6) w Bydgoszczy.